# نناد کرستیچ
نناد کرستیچ (صربی: Ненад Крстић؛ زادهٔ ۲۵ ژوئیهٔ ۱۹۸۳) یک بازیکن بسکتبال اهل صربستان است.
از باشگاه‌هایی که در آن بازی کرده‌است می‌توان به اکلاهما سیتی تاندر، بروکلین نتس، و بوستون سلتیکس اشاره کرد.